# Galaktike sa široko savinutim repovima
Galaksije sa široko savinutim repovima (engl. wide-angle tail, WAT) su radio galaktike čiji su mlazovi savijeni u oblik slova "C". Sudarajući je sustav. Obično se pojavljuju u gusto naseljenim okolinama, poput jata ili galaktičkih skupinama. Znanstvenici smatraju da je savijanje repova ove vrste galaktika posljedica tlaka na mlazove koji se stvara zbog relativnog gibanja galaktike i međugalaktičkog medija, što je vjerojatno posljedica sudara sustava galaksija.
Ispitivanja preko pregleda neba COSMOS pokazala su da su galaktike široko svinutih repovca općenito vrlo masivne, po masivnosti među najmasivnijim galaksijama u skupini kojoj pripadaju. Svinuti mlazovi ovih galaktika usmjereni su u pravcu koji pokazuje smjer gibanja galaksije u ravnini neba. Najčešća je orijentacija mlazova usmjerena izravno prema ili od središta mase sustava. Iz tog se izvlači zaključak da se galaktika giba po radijalnoj putanji kroz središnje područje. Galaktike sa široko savinutim repovima pokazuju statističku povezanost s najgušće naseljenim područjima na velikoj skali.
Zbog tih osobina galaktike sa široko savinutim repovima mogle bi se koristiti kao vrlo učinkoviti pokazatelji dinamički nerelaksiranih sustava, osobito na udaljenijim objektima, što znači za događaje u ranijoj prošlosti svemira, pa mogu poslužiti kao važna potvrda hijerarhijskom modelu razvoja svemira.